# 중랑구립정보도서관
중랑구립정보도서관은 서울특별시 중랑구 신내로15길 197 (묵동)에 위치한 도서관이다.

## 연혁
- 1999년 3월 9일 : 개관
- 2000년 11월 : 공공도서관 표준자료관리시스템(KOLASII) 도입
- 2001년 12월 : 문화관광부 주최 '제4회 전국문화기반시설관리운영평가' 도서관부문 우수기관으로 선정
- 2003년 3월 12일 : 디지털자료실 이전, 확장 개관E-Book(전자책) 서비스 도입
- 2004년 1월 10일 : 도서관 증축공사 진행
- 2004년 11월 11일 : 도서관 재개관
- 2006년 12월 11일 : '작은도서관 활성화' 문화관광부 장관 표창
- 2009년 6월 24일 : 중화어린이도서관 개관
- 2010년 12월 21일 : '한도서관 한책읽기 사업' 우수도서관상(서울시장상) 수상
- 2011년 7월 4일 : '제5회 도서관 현장발전 우수사례' 문화체육관광부 장관상 수상
- 2013년 12월 27일 : '독서문화사업' 우수도서관 서울시장 표창상 수상

## 이용 안내
이용 시간
- 종합자료실, 전자정보실: 월요일 09:00~18:00 / 화~금요일 09:00~22:00 / 토·일요일 09:00~17:00
- 장애·노약자실, 미디어자료실, 어린이자료실, 유아자료실: 평일 09:00~18:00 / 토·일요일 09:00~17:00

휴관일
- 매월 둘째, 넷째 월요일
- 일요일을 제외한 법정공휴일
- 도서관 사정에 의한 임시휴관일

## 시설안내
- 지하1층
  - 식당, 매점
  - 밀집서고
  - 주차장
- 지상1층
  - 어린이자료실
  - 유아자료실
  - 미디어자료실
  - 장애(노약)자실
  - 전시실
- 지상2층
  - 종합자료실
  - 전자정보실
  - 문화교실 1, 2
  - 사무실
- 지상3층
  - 개인학습실 1, 2
  - 휴게실
- 지상4층
  - 공단본부
  - 강당(강당 대기실)